# Kondratij Buławin
Kondratij Afanasjewicz Buławin (ros. Кондратий Афанасьевич Булавин; ur. około 1660, zm. w lipcu 1708 w Czerkasku) – Kozak doński, ataman, przywódca powstania kozacko-chłopskiego w Rosji w latach 1707–1708.

## Życiorys
Kondratij Buławin, ataman bachmucki Kozaków dońskich, rozpoczął w 1707 roku bunt przeciwko Rosji, deklarując jednocześnie wierność carowi. Główną przyczyną powstania było wysłanie przez cara Piotra I ekspedycji, która miała odszukać wśród Kozaków dońskich zbiegłych chłopów. Sam Buławin miał osobiste powody do buntu, gdyż udanie zaatakował wcześniej oddział rosyjski, który ochraniał warzelnię soli należącą wcześniej do Kozaków, a przejętą przez rząd carski. Mógł więc się obawiać odwetu ze strony ekspedycji rosyjskiej. 
Buławin zaatakował znienacka ekspedycję rosyjską dowodzoną przez Jurija Dołgorukowa i dnia 9 października 1707 roku pod stanicą Uriupińską odniósł całkowite zwycięstwo, zaś Dołgorukow zginął, wraz z całym oddziałem liczącym ok. 1 tys. żołnierzy. Wywołało to kontrakcję starszyzny kozackiej, na czele z atamanem czerkaskim Łukjanem Maksimowem, który zwyciężył wojska Buławina w listopadzie nad rzeką Chopior, sam Buławin zdołał zbiec na Zaporoże, gdzie uzyskał azyl i pomoc Kozaków zaporoskich. Wzburzone masy biedniejszych Kozaków dońskich w dalszym ciągu sympatyzowały z Buławinem, co zaowocowało jego powrotem w marcu 1708 roku. Przeciwko Buławinowi wystąpiły połączone wojska Kozaków dońskich oraz wojska rosyjskie z garnizonu w Azowie pod dowództwem Nikołaja Wasiljewa. Poniosły one druzgocącą klęskę 9 kwietnia 1708 roku pod Liskowatką, częściowo w wyniku przejścia części Kozaków na stronę Buławina. Klęska ta spowodowała wybuch powstania na całym obszarze dońskim. 1 maja 1708 roku wojska Buławina zdobyły Czerkask, a schwytany przywódca prorosyjskich Kozaków Maksimow został wraz ze zwolennikami stracony. Wkrótce potem do Buławina dołączyło się 1,5 tys. Kozaków zaporoskich.  
Jednocześnie zaczęła się kontrofensywa wojsk rosyjskich. 1 maja 1708 roku wojska te pobiły jeden z oddziałów Buławina, a dowództwo całości sił rosyjskich (20 tys. żołnierzy) objął Wasilij Dołgorukow, brat zabitego przez Buławina Jurija. Buławin podzielił swoje siły na dwie grupy, po około 5 tys. każda i jedna z armii zaatakowała wojska rosyjskie pod Kriwą Łuką 1 lipca 1708 roku, została jednak całkowicie rozbita. Jednocześnie druga armia powstańcza została pobita w czasie nieudanego szturmu rosyjskiej twierdzy w Azowie, dowodzonej przez Iwana Tołstoja. Buławin oblężony w swoim domu w Czerkasku przez byłych podkomendnych popełnił samobójstwo.  